# Jan-Gregor Kremp
Jan-Gregor Kremp (Monheim am Rhein, 30 settembre 1962) è un attore tedesco.

## Biografia
Jan-Gregor Kremp frequentò la Schauspielschule a Salisburgo Mozarteum. Iniziò a lavorare nella televisione tedesca, come Polizeiruf 110. Recitò accanto a Catherine Deneuve nel 2001 come moschettiere Athos in D'Artagnan. Kremp nel 2012 diventa il protagonista della serie ZDF Der Alte.

## Vita privata
Kremp è sposato con l'attrice Johanna Gastdorf e ha un figlio. Con la consorte tiene letture negli ospizi. Vivono a Leverkusen.

## Filmografia (parziale)

### Cinema
- Pizza Colonia, regia di Klaus Emmerich (1991)
- Schattenboxer, regia di Lars Becker (1992)
- Wir können auch anders..., regia di Detlev Buck (1993)
- Bunte Hunde, regia di Lars Becker (1995)
- Die Apothekerin, regia di Rainer Kaufmann (1997)
- In fuga a Venezia (2 Männer, 2 Frauen - 4 Probleme!?), regia di Vivian Naefe (1998)
- 23, regia di Hans-Christian Schmid (1998)
- Flanell No. 5, regia di Karin Köster (1998)
- Pauls Reise, regia di René Heisig (1999)
- Requiem für eine romantische Frau, regia di Dagmar Knöpfel (1999)
- Schnee in der Neujahrsnacht, regia di Thorsten Schmidt (1999)
- D'Artagnan (The Musketeer), regia di Peter Hyams (2001)
- Mein Vater, die Tunte, regia di Uwe Janson (2001)
- Das Sams, regia di Ben Verbong (2001)
- Mensch Mutter, regia di Florian Gärtner (2003)
- Kammerflimmern, regia di Hendrik Hölzemann (2004)
- Geliebter Alltag, regia di Oliver Dieckmann - cortometraggio (2005)
- Carrick Mor, regia di Stéphane Tielemans - cortometraggio (2006)
- Allein gegen die Angst, regia di Martin Eigler (2006)
- Lebenswandel, regia di Stefan Kornatz - cortometraggio (2007)
- Herr Bello, regia di Ben Verbong (2007)
- Der blinde Fleck, regia di Tom Zenker (2007)
- Ob ihr wollt oder nicht!, regia di Ben Verbong (2009)
- Eine Insel namens Udo, regia di Markus Sehr (2011)
- Hotel Desire, regia di Sergej Moya - cortometraggio (2011)
- Schrotten!, regia di Max Zähle (2016)

### Televisione
- Die Dirk Bach Show – serie TV, episodio 2x06 (1993)
- Adelheid und ihre Mörder – serie TV, episodio 1x03 (1994)
- Nur eine kleine Affäre – miniserie TV (1994)
- Wer Kollegen hat, braucht keine Feinde, regia di Martin Enlen – film TV (1995)
- Visum in den Tod - Die Russenhuren, regia di Uwe Janson – film TV (1995)
- Der schönste Tag im Leben, regia di Jo Baier – film TV (1996)
- Alles außer Mord! – serie TV, episodio 3x03 (1996)
- Eine unmögliche Hochzeit, regia di Horst Johann Sczerba – film TV (1996)
- Single sucht Nachwuchs, regia di Uwe Janson – film TV (1998)
- Annas Fluch - Tödliche Gedanken, regia di Uwe Janson – film TV (1998)
- Die Verbrechen des Professor Capellari – serie TV, episodio 1x03 (1999)
- Doppelpack - Das Duell, regia di Rolf Silber – film TV (1999)
- Doggy Dog - Eine total verrückte Hundeentführung, regia di Klaus Knoesel – film TV (1999)
- Verratene Freundschaft - Ein Mann wird zur Gefahr, regia di Kaspar Heidelbach – film TV (1999)
- Ultima analisi: omicidio (Mordkommission) – serie TV, episodio 2x01 (2000)
- Zwei Brüder – serie TV, episodio 7x01 (2000)
- Halt mich fest!, regia di Horst Johann Sczerba – film TV (2000)
- Clowns, regia di Tim Trageser – film TV (2001)
- Sogno di un amore (Die Liebe meines Lebens), regia di Niki Stein – film TV (2001)
- Vor meiner Zeit, regia di Manfred Stelzer – film TV (2001)
- Rette deine Haut, regia di Lars Becker – film TV (2001)
- Pest - Die Rückkehr, regia di Niki Stein – film TV (2002)
- Der Solist - In eigener Sache, regia di Stephan Wagner – film TV (2002)
- Ein Albtraum von 3 1/2 Kilo, regia di Uwe Janson – film TV (2002)
- Voll korrekte Jungs, regia di Rolf Silber – film TV (2002)
- Liebe Schwester, regia di Matti Geschonneck – film TV (2002)
- Sperling – serie TV, episodio 1x14 (2003)
- Weihnachten im September, regia di Hajo Gies – film TV (2003)
- ABC des Lebens, regia di Titus Selge – film TV (2003)
- Die Quittung, regia di Niki Stein – film TV (2004)
- Dann kamst du, regia di Susanne Hake – film TV (2004)
- Edel & Starck – serie TV, episodio 3x09 (2004)
- Die Konferenz, regia di Niki Stein – film TV (2004)
- Il commissario Rex (Kommissar Rex) – serie TV, episodio 10x03 (2004)
- So fühlt sich Liebe an, regia di Peter Gersina – film TV (2004)
- Verbrechen, die Geschichte machten – serie TV, episodio 1x11 (2005)
- Wolff, un poliziotto a Berlino (Wolffs Revier) – serie TV, episodio 13x06 (2005)
- Die letzte Schlacht, regia di Hans-Christoph Blumenberg – film TV (2005)
- Liebe nach dem Tod, regia di Matti Geschonneck – film TV (2005)
- Siska – serie TV, episodi 7x01-8x03-8x10 (2004-2005)
- Balko – serie TV, episodio 7x09 (2005)
- Ein starkes Team – serie TV, episodio 1x33 (2006)
- Tatort – serie TV, 5 episodi (1999-2006)
- Der Untergang der Pamir, regia di Kaspar Heidelbach – film TV (2006)
- Kommissarin Lucas – serie TV, episodio 1x05 (2006)
- Das Duo – serie TV, episodio 1x13 (2006)
- Hamburg Distretto 21 (Notruf Hafenkante) – serie TV, episodio 1x02 (2007)
- Der letzte Zeuge – serie TV, episodio 9x01 (2007)
- Der Tod meiner Schwester, regia di Miguel Alexandre – film TV (2007)
- Elvis und der Kommissar – serie TV, 6 episodi (2007)
- Polizeiruf 110 – serie TV, 7 episodi (1994-2008)
- Braams - Kein Mord ohne Leiche, regia di Sven Taddicken – film TV (2008)
- Love Song - Una canzone per te (Claudia - Das Mädchen von Kasse 1), regia di Peter Stauch – film TV (2009)
- Squadra Speciale Cobra 11 (Alarm für Cobra 11 - Die Autobahnpolizei) – serie TV, episodio 14x10 (2009)
- Der Tiger oder Was Frauen lieben!, regia di Niki Stein – film TV (2009)
- Squadra Speciale Colonia (SOKO Köln) – serie TV, episodio 5x30 (2009)
- Un caso per due (Ein Fall für zwei) – serie TV, episodio 29x05 (2009)
- Über den Tod hinaus, regia di Andreas Senn – film TV (2009)
- Richterin ohne Robe, regia di Ulrich Zrenner – film TV (2009)
- Amore tra i fiordi (Liebe am Fjord) – serie TV, episodio 1x01 (2010)
- Rosa Roth – serie TV, episodio 1x27 (2010)
- Neues aus Büttenwarder – serie TV, episodio 5x06 (2010)
- Squadra Omicidi Istanbul (Mordkommission Istanbul) – serie TV, episodio 1x05 (2011)
- Der Staatsanwalt – serie TV, episodio 5x01 (2011)
- Il commissario Schumann (Der Kriminalist) – serie TV, episodi 1x02-5x06 (2006-2011)
- Jetzt sind wir dran, regia di Heiko Schier – film TV (2011)
- Vater Mutter Mörder, regia di Niki Stein – film TV (2011)
- Nach der Hochzeit bin ich weg!, regia di Matthias Steurer – film TV (2011)
- Nachtschicht – serie TV, episodio 1x10 (2011)
- Go West: Freiheit um jeden Preis – serie TV, episodi 1x01-1x02 (2011)
- Zum Kuckuck mit der Liebe, regia di Hajo Gies – film TV (2012)
- Tod einer Brieftaube, regia di Markus Imboden – film TV (2012)
- Chi vince prende tutto (Schlaflos in Schwabing), regia di Christine Kabisch – film TV (2012)
- Die Aufnahmeprüfung, regia di Peter Gersina – film TV (2012)
- Vier sind einer zuviel, regia di Torsten C. Fischer – film TV (2013)
- L'isola di Katharina (Reiff für die Insel) – serie TV, 5 episodi (2012-2015)
- Die Küstenpiloten – serie TV, episodi 1x01-1x02 (2020)
- Der Alte – serie TV, 91 episodi (2004-2022)

## Onorificenze
- 1998: Kurt-Meisel-Preis
- 2000: Fernsehfilmpreis der Deutschen Akademie der Darstellenden Künste, Darstellerpreis für Halt mich fest
- 2003: Hessischer Fernsehpreis per ABC des Lebens
- 2005: Hessischer Fernsehpreis per il film Die Konferenz
- 2012: Leverkusener Löwe